# رود کوابلیانی
رود کوابلیانی (به لاتین: Kvabliani) یک رود در گرجستان است که در شهرداری آدیگنی واقع شده‌است.